# Кочубей Леонтій Васильович
Леонтій Васильович Кочубей (31 травня 1871, Москва  — 2 лютого 1938, Аугсбург) — російський громадський діяч і політик, член III Державної думи від Чернігівської губернії. Представник роду Кочубеїв .

## Біографія
Православний. Із потомствених дворян. Землевласник Конотопського повіту Чернігівської губернії (1900 десятин).
Леонтій Васильович народився в сім'ї колезького секретаря Василя Васильовича Кочубея (1829—1878) та його другої дружини Марії Іванівни, уродженої Драгневич (1848—?). По лінії батька - онук таємного радника Василя Кочубея. Мав брата Михайла (1875-1950) та сестру Варвару (1869?-?), у майбутньому дружину глухівського повітового ватажка Василя Петровича Кочубея (1868-1940), сина Петра Аркадійовича. У сім сім років втратив батька.
Закінчив курс київської колегії Павла Ґалаґана, яка була відкрита в 1871 році чоловіком його тітки Катерини Василівни — Григорієм Ґалаґаном — на згадку про їхнього померлого сина Павла (1853—1869). Пізніше закінчив юридичний факультет Санкт-Петербурзького університету. Повернувшись до Чернігівської губернії, займався сільським господарством та громадською діяльністю. Протягом трьох років був губернським гласним Чернігівського земства, був повітовим гласним Борзенського та Старооскольського повіту, губернським гласним Курської губернії та почесним мировим суддею. Був членом Союзу 17 жовтня.
У російсько-японську війну був Далекому Сході як уповноваженого дворянського загону Червоного Хреста; у Першу світову війну - головноуповноважений Червоного Хреста.
У 1907 був обраний членом Державної думи від Чернігівської губернії. Входив до фракції октябристів. Складався доповідачем комісії за направленням законодавчих припущень, а також членом комісій: за місцевим самоврядуванням, за направленням законодавчих припущень, за судовими реформами, про шляхи сполучення, розпорядчою, переселенською та сільськогосподарською.
Після Російської революції 1917 року емігрував до Сербії, на початку 1920-х переїхав до сестри до Баварії. Помер у 1938 році в передмісті Аугсбурга Оберотмарсхаузен. Був неодружений.